# Округ Ливингстон (Луизијана)
Ливингстон (енгл. Livingston Parish) је округ у америчкој савезној држави Луизијана.

## Демографија
По попису из 2010. године број становника је 128.026, што је 36.212 (39,4%) становника више него 2000. године.
| Група             | 2000.          | 2010.           |
| Белци             | 85.882 (93,5%) | 115.362 (90,1%) |
| Афроамериканци    | 3.874 (4,2%)   | 6.505 (5,1%)    |
| Азијати           | 163 (0,2%)     | 628 (0,5%)      |
| Хиспаноамериканци | 1.017 (1,1%)   | 3.801 (3,0%)    |
| Укупно            | 91.814         | 128.026         |